# Scrutin uninominal majoritaire à deux tours
Pour les articles homonymes, voir Scrutin uninominal.
Pour un article plus général, voir Système électoral.
 (avril 2012).
Si vous disposez d'ouvrages ou d'articles de référence ou si vous connaissez des sites web de qualité traitant du thème abordé ici, merci de compléter l'article en donnant les références utiles à sa vérifiabilité et en les liant à la section « Notes et références ».

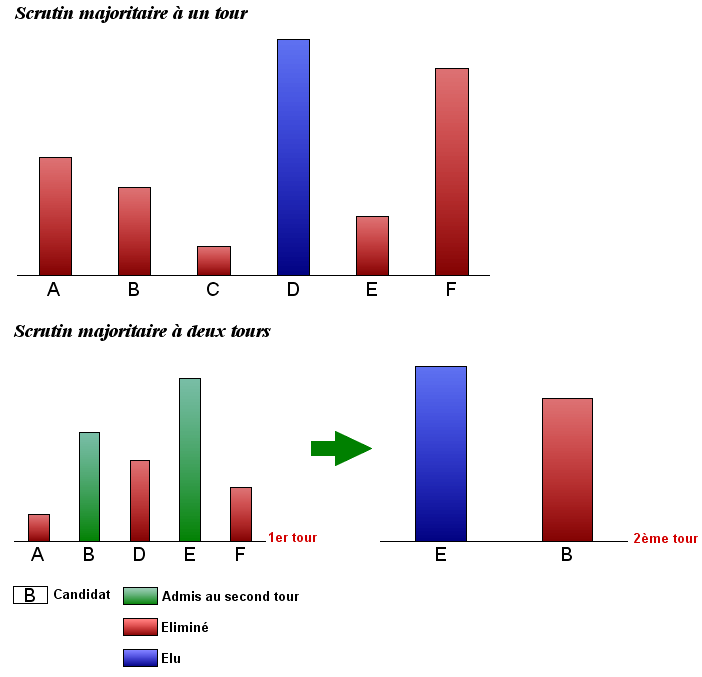
Schéma du mode de scrutin majoritaire à un ou deux tours.

Parmi les systèmes électoraux, le scrutin uninominal majoritaire à deux tours est un vote simple sans pondération se déroulant sur deux tours au maximum.
Dans sa version la plus courante, un candidat est élu au premier tour s'il recueille la majorité absolue, soit plus de 50 % des suffrages exprimés. Si aucun candidat n'atteint ce seuil, un second tour est organisé entre les deux candidats arrivés en tête, à l'issue duquel le candidat qui recueille la majorité relative, soit le plus de voix, est élu.

## Mise en œuvre
Il existe de nombreuses modalités de mise en œuvre.
L'élection au premier tour peut être soumise à des conditions différentes :

### France
En France : lors des élections législatives, pour être élu au premier tour, un candidat doit recueillir plus de 50 % des suffrages exprimés représentant au minimum 25 % des inscrits. Lors de l'élection présidentielle, seuls peuvent se maintenir les deux candidats arrivés en tête sauf si un candidat obtient la majorité absolue (plus de 50 %). Lors des élections législatives ou des élections des conseillers départementaux, ne peuvent se maintenir que les candidats ayant obtenu les voix d'au moins 12,5 % des inscrits ou, à défaut, les deux candidats arrivés en tête.

### Costa Rica
Au Costa Rica : pour l'élection présidentielle, un candidat peut être élu au premier tour de scrutin avec seulement 40 % des voix.

### Sierra Leone
En Sierra Leone : pour l'élection présidentielle, il faut obtenir 55 % des suffrages exprimés.

### Argentine
En Argentine : un candidat doit obtenir 45 % des voix ou 40 % plus une marge d'au moins 10 % sur le candidat qui occupe le deuxième rang pour être élu au premier tour. L'élection au second tour se fait entre les deux candidats arrivés en tête.
Il serait aussi possible d'avoir au second tour « autant de candidats que nécessaire » pour représenter une majorité du choix des électeurs du premier tour (55 % par exemple).

## Utilisation
Ce système de vote est utilisé pour l'élection présidentielle dans de nombreux pays : la plupart des pays de l'Amérique latine, de l'Afrique francophone ainsi qu'en Europe pour l'Autriche, la Bulgarie, la Finlande, la France, le Portugal, la Russie, la Roumanie et l'Ukraine.
On le retrouve aussi lors des élections de la chambre basse du parlement au Bahreïn, aux Comores, en république du Congo, à Cuba, en France, au Mali et en Ouzbékistan ; de la chambre haute en République tchèque ; des deux chambres au Gabon et à Haïti.

## Avantages
Le scrutin majoritaire à deux tours est un vote facile à dépouiller.
Les scrutins majoritaires constituent le mode le plus ancien de désignation des élus. Il s’agit d’attribuer un (scrutin uninominal) ou plusieurs (scrutin plurinominal) sièges à celui ou ceux qui ont obtenu le plus de voix.
Dans le scrutin uninominal à un tour (comme au Royaume-Uni), celui qui obtient le plus de voix emporte le siège. Cela a l’avantage de la simplicité. Globalement, il résulte souvent pour le parti arrivé en deuxième position une sous-représentation par rapport à son total de voix. Quant aux autres partis, ils n’obtiennent presque aucun élu. Par ailleurs, la représentation géographique des partis influence beaucoup le résultat final dans la mesure où un petit parti très bien implanté peut être représenté, mais aussi où le parti ayant obtenu le plus de voix au niveau national peut se voir privé de sa victoire car ses suffrages sont trop dispersés.
Dans le scrutin uninominal à deux tours (comme en France), la réussite au premier tour est conditionnée par l’obtention de la majorité absolue des suffrages exprimés, avec parfois l’obligation de réunir un nombre minimal d’électeurs inscrits. Faute d’avoir atteint ce seuil, un second tour est organisé. Son accès est réglementé : les deux candidats les mieux placés au premier tour (scrutin présidentiel français) ; nombre minimum de voix ou pourcentage des inscrits (scrutin législatif français). Par rapport au scrutin à un tour, la possibilité de conclure des alliances pour le second tour peut causer des distorsions : les petits partis peuvent s’entendre avec d’autres pour obtenir des élus là où ils sont forts, en échange d’un report de voix ailleurs. En revanche, ceux qui ne souscrivent pas d’alliance sont souvent privés de toute représentation.
Les scrutins de liste, à un ou deux tours, attribuent à la liste arrivée en tête tous les sièges (désignation des grands électeurs pour la présidentielle américaine). L’amplification de la victoire est alors très forte, même si des injustices peuvent exister (majorité des sièges mais minorité des voix). Si le panachage accordé à l’électeur lors d’un scrutin de liste (radiation ou ajout de candidats) est autorisé, sont élus ceux qui obtiennent le plus de voix (municipales françaises en dessous de 3 500 habitants, avant l’éventuelle adoption du projet de réforme des collectivités locales en 2010, qui fait baisser ce seuil à 1 000 habitants).
La présence d'un second tour permet un report des voix pouvant amener à un consensus. Il favorise aussi une division bipartiste du monde politique, cas particulier qui permet selon certains aux choix démocratiques de retrouver la caractéristique de cohérence (voir Théorème d'impossibilité d'Arrow).

## Inconvénients
Ce système de vote comporte de nombreux biais : vote utile, interférences entre deux candidats idéologiquement proches, impossibilité d'exprimer une opinion sur plusieurs candidats, impossibilité d'exprimer un vote d'adhésion ou de rejet. Des systèmes de vote permettent de pallier ces problèmes, notamment les systèmes de vote par notation dont le vote de valeur, ou le jugement majoritaire, qui a été utilisé par LaPrimaire.org pour l'élection présidentielle de 2017 ainsi que par la Primaire Populaire pour celle de 2022.
De plus, le scrutin uninominal à deux tours surreprésente la majorité parlementaire et sanctionne les minorités. Par exemple, lors des élections législatives françaises de 2002, l'Union pour un mouvement populaire a obtenu plus de 60 % des sièges en ne rassemblant que 33,3 % des suffrages exprimés au premier tour (et 47,3 % au second tour), tandis que le Front national, malgré ses 11,3 % au premier tour, n'a pas eu le moindre siège. Certains partis qui ne sont pas en mesure de conclure d'alliance, notamment du fait de leur situation aux extrêmes, sont donc sous-représentés par ce système. Toujours concernant cette élection, l'Union pour la démocratie française avait emporté 29 sièges sur 577 pour 4,9 % des suffrages exprimés au premier tour, le Parti communiste français 21 sièges pour 4,8 %, Les Verts 3 sièges pour 4,5 % et le Parti radical de gauche 7 sièges pour 1,5 %. Les partis n'ont jamais été proportionnellement représentés dans l'Assemblée nationale selon le vote populaire depuis le début (1958) de la Cinquième République, sauf lors des élections législatives de 1986, les élections ayant alors eu lieu au scrutin proportionnel plurinominal.
Toujours dans le cas de la France, une étude de la Fondation pour l'innovation politique a démontré que, à l'issue des législatives de 1988, le système de 1986 aurait permis au groupe socialiste d'emporter plus de 50 % des sièges, alors que dans les faits, avec le scrutin majoritaire à deux tours, il n'en avait eu que 48 % (soit plusieurs points de plus que la droite et sans véritable allié potentiel, y compris du côté des communistes). Ce mode de scrutin n'est donc pas forcément le plus apte à dégager une majorité parlementaire, si celle-ci doit fatalement être unipartite pour être claire, un problème qui ne se pose pas dans d'autres pays européens traditionnellement tournés vers la négociation (la logique du conflit étant plus présente en France).
Un autre inconvénient de ce système dépend aussi du mode de qualification des candidats au second tour. Dans le cadre d'une élection présidentielle en France, un candidat classé en troisième position est éliminé, quand bien même il est en mesure de battre les deux premiers candidats individuellement s'il passe au second tour (ce fut notamment le cas de François Bayrou en 2007, que les sondages donnaient gagnant au second tour contre Nicolas Sarkozy et Ségolène Royal s'il parvenait à se qualifier). Enfin, il permet à deux candidats d'accéder au second tour même s'ils ne réunissent pas, ensemble, la majorité des suffrages exprimés. C'est ce qu'il s'est produit aux élections présidentielles de 1995, de 2002 et de 2017, annihilant le choix du premier tour pour plus de la moitié des électeurs.
Dans le cadre des législatives, une triangulaire peut apparaître au second tour, un candidat peut ainsi l'emporter sans avoir la majorité absolue des suffrages exprimés.

## Autres possibilités

### Alliances
Des situations similaires ont pu être observées en France deux fois sous la Ve République : entre 1958 et 1962, les gaullistes s'alliant au CNIP (bien qu'aucune alliance n'ait été conclue avant le scrutin) et entre 1997 et 2002 avec la Gauche plurielle. Reste le cas particulier de 1973, où les gaullistes, très clairement mis en minorité, ont dû faire alliance avec les centristes, une alliance de circonstance qui n'était pas prévue à l'origine. Quoi qu'il en soit, l'Assemblée nationale a toujours été dominée par un seul groupe parlementaire (ou deux ne formant qu'un seul bloc électoral dans le cas de la droite entre 1978 et 2002, alors représentée par le Rassemblement pour la République et l'Union pour la démocratie française) disposant d'une majorité absolue de sièges (ou presque, cf 1988) pour une part beaucoup plus faible de voix au premier tour.
Par ailleurs, le scrutin uninominal à deux tours favorise le risque de voir la mobilisation du corps électoral s'effriter entre le premier et le second tour. Certaines dispositions rarement appliquées sont parfois mises en œuvre pour pallier ce risque, dont :
- l'obligation de vote ;
- la nullité si moins de 50 % des électeurs se sont exprimés (quorum des assemblées générales).

Lorsque le nombre de candidats au premier tour est très important, le vote des électeurs se dilue alors très fortement, c'est ce que l'on appelle l’émiettement des voix. Ceci est parfois dénoncé par la maxime « au premier tour on choisit, au second on élimine ». Mais ce scrutin exagère le risque de ne retrouver au second tour que des candidats que les électeurs souhaiteraient éliminer au lieu de pousser une caractéristique qui empêcherait l'élection d'un candidat qui obtient un nombre assez important de suffrages mais que la plupart des électeurs s'accordent à estimer indésirable. Lors de l'élection présidentielle française de 2002, la présence de seize candidats a conduit à une dilution des votes et au maintien au second tour d'un candidat que 82 % des votants vont alors rejeter. Le maintien d'un troisième candidat au second tour ou l'absence de certains autres au premier tour auraient, tous les deux, conduit à un résultat différent.

### Méthode NOTA
Les bulletins blancs désignent les votes non exprimés. Ceux-ci ne sont pas pris en compte par la classe politique, alors qu'ils sont parfois le signe d'un désaccord du citoyen sur le choix qui lui est proposé. Certains théoriciens proposent alors l'option « NOTA » qui permettrait d'exprimer un suffrage à l'encontre de toutes les personnes qui se présentent (“None of the Above”, traduit en français par « Aucun de ceux-là »). Il permettrait aux citoyens d'obliger la tenue d'une nouvelle élection, avec de nouveaux candidats.

### Incohérence du scrutin uninominal majoritaire à deux tours
Le scrutin uninominal majoritaire à deux tours ne respecte pas le critère de Condorcet : au premier tour, on risque d'éliminer un candidat qui aurait pourtant gagné tous ses duels face aux autres candidats (cas où seuls les deux candidats ayant recueilli le plus de suffrages peuvent se maintenir au second tour, comme lors de l'élection présidentielle en France).
Sur 21 électeurs, voici les choix (par ordre de préférence) :
- 7 électeurs choisissent : A puis C puis B ;
- 8 électeurs choisissent : B puis C puis A ;
- 6 électeurs choisissent : C puis A puis B.

Dans ce système, le candidat C est éliminé dès le premier tour alors qu'il aurait gagné son duel contre A (A : 7 et C : 14) et son duel contre B (B : 8 et C : 13).
Nicolas de Condorcet est un des premiers à avoir mis en évidence cette incohérence du vote à la pluralité.
Cette incohérence a poussé certains théoriciens des systèmes de vote à proposer des votes par classement (méthode Condorcet, vote alternatif) ou par pondération. Ces méthodes évitent d'ailleurs de voter deux fois, la première suffit pour déterminer de façon certaine la personne la plus populaire.